# Westerstraße (Bremen)

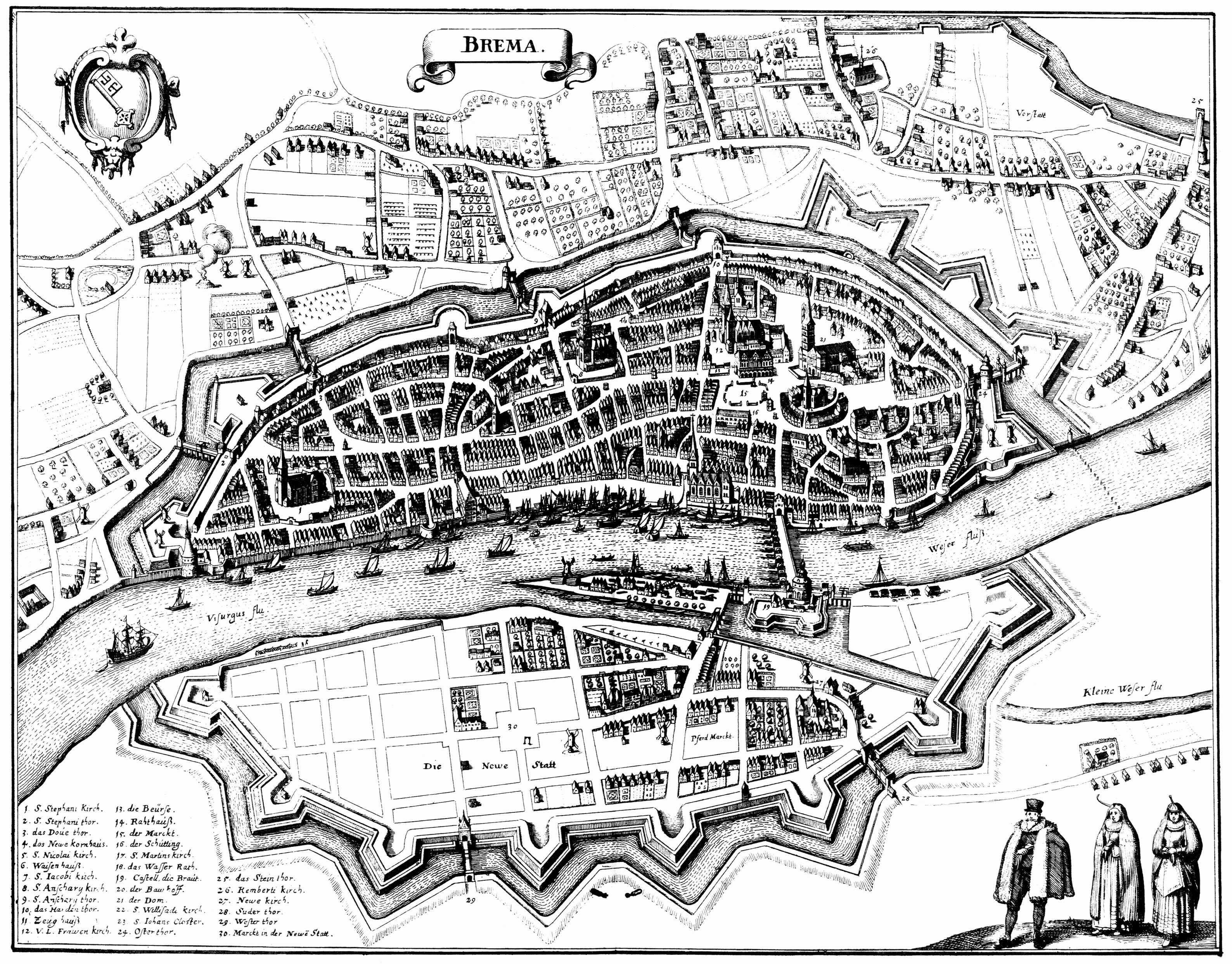
Meriankarte von 1641: Unten die Alte Neustadt, die Brautstraße führt von der Weser zur Wester- und Osterstraße und zum Pferdemarkt

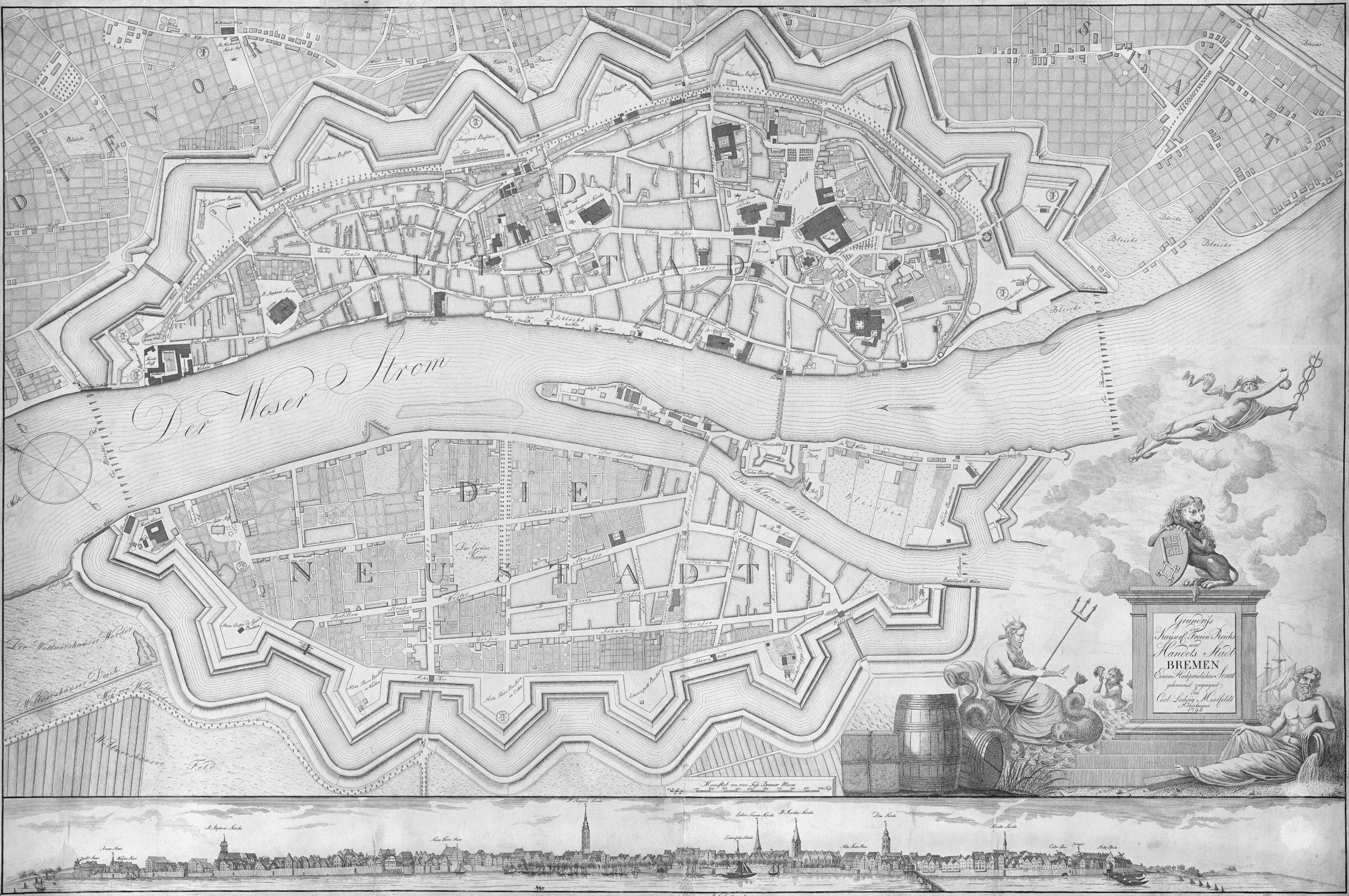
Murtfeldtplan von 1796

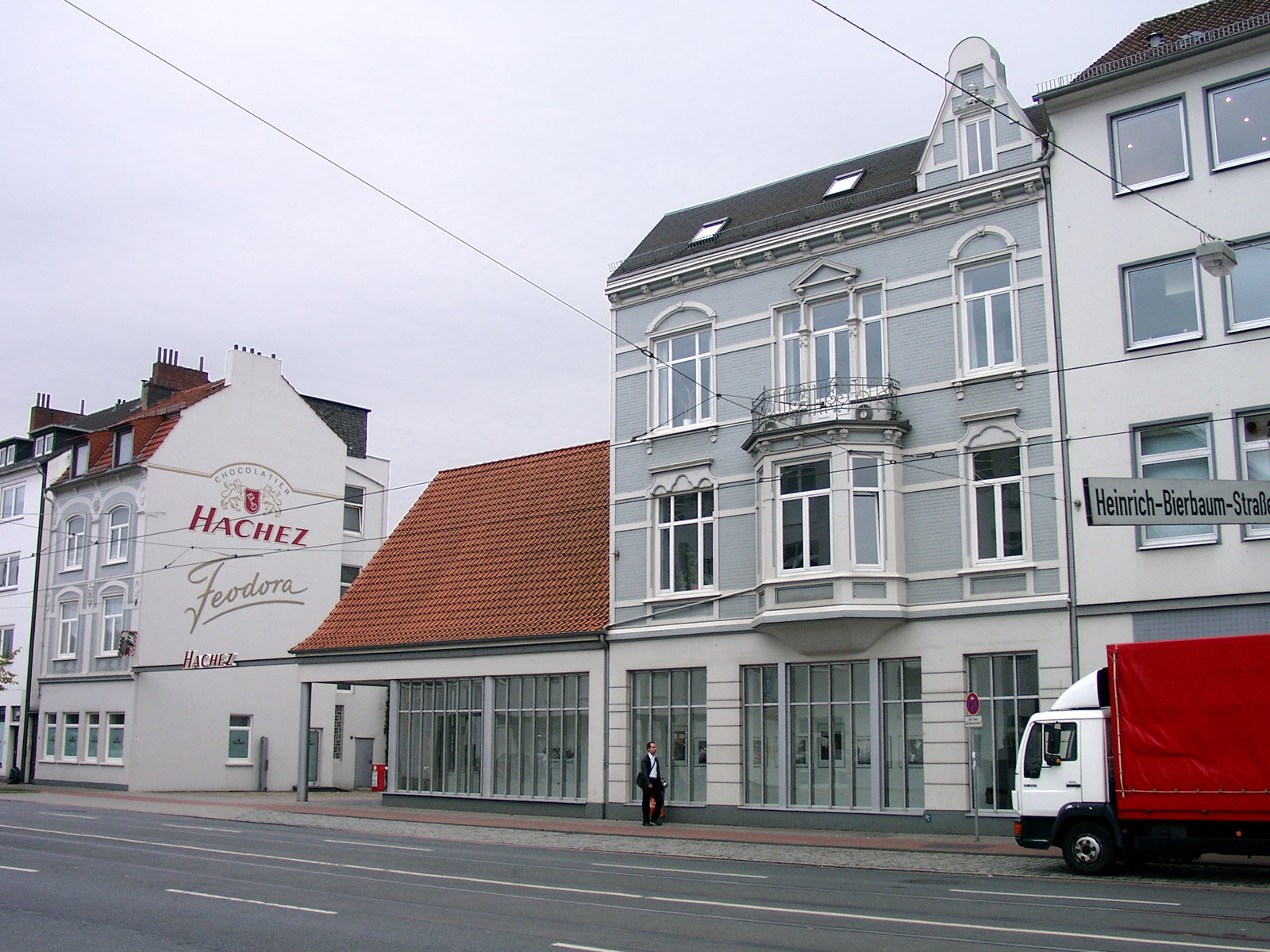
Nr. 30–36: Stammsitz der Firma Hachez

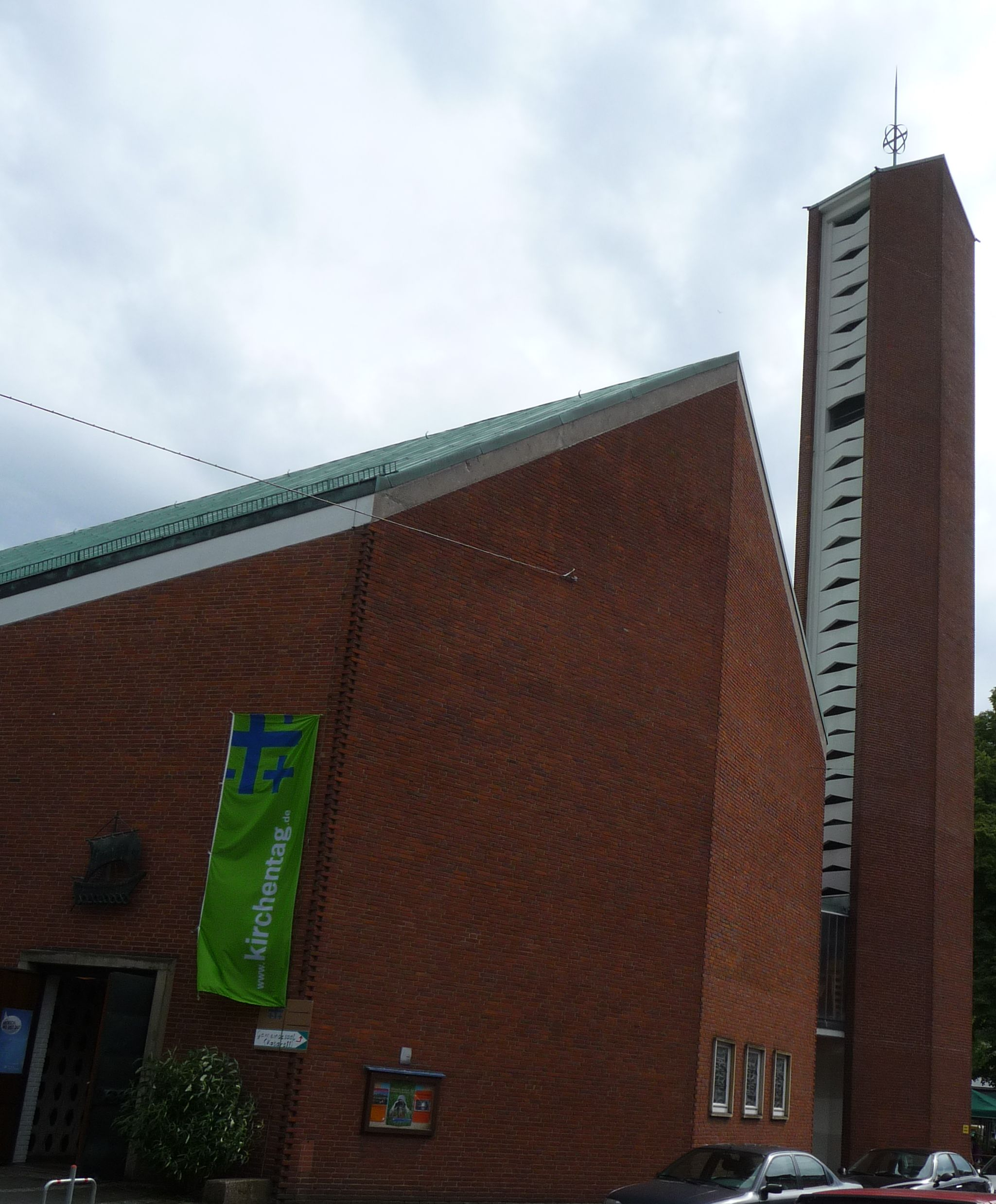
In der Nähe: St.-Pauli-Kirche von 1967

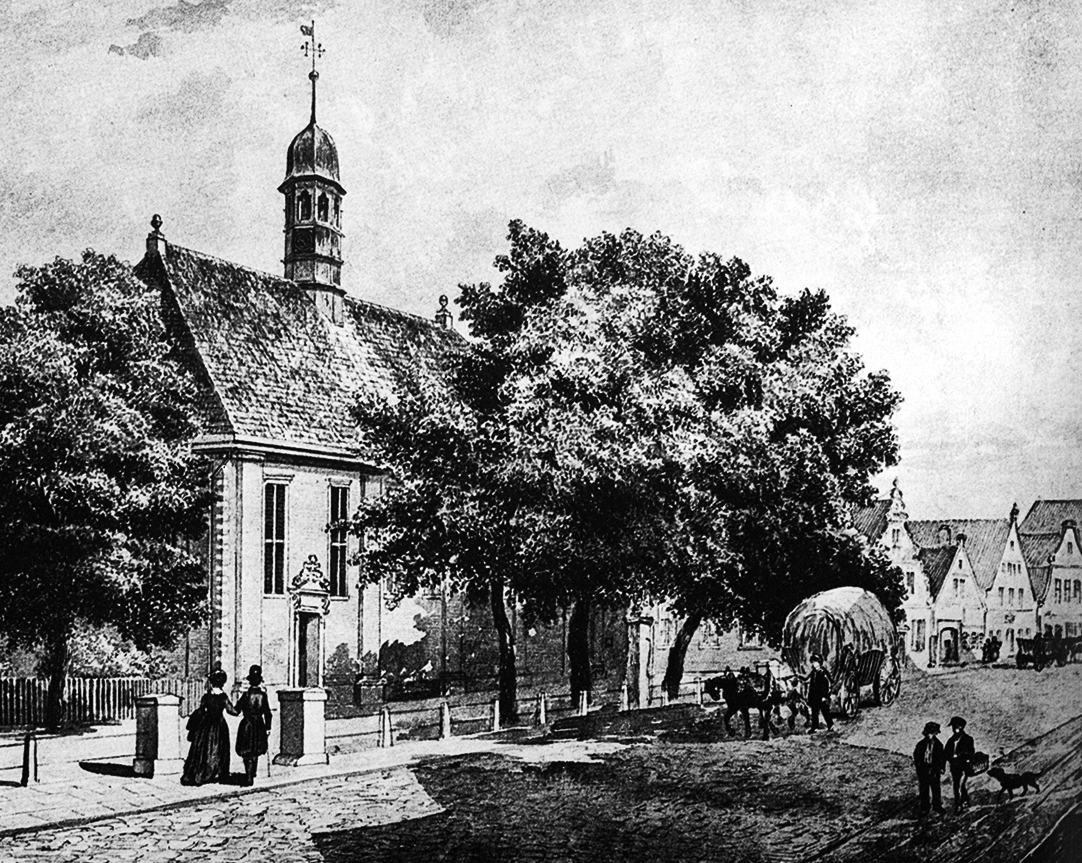
Alte, zerstörte Paulikirche (1872–1944)

Die Westerstraße ist eine historische Straße in Bremen Stadtteil Neustadt, Ortsteil Alte Neustadt. Sie führt in Südost-Nordwest-Richtung von der Osterstraße zur Großen Sortillienstraße.
Die Querstraßen und Anschlussstraßen wurden benannt u. a. als Osterstraße nach der Himmelsrichtung bezogen auf die Brautstraße, Am Neuen Markt seit 1821 (zuvor Am Wetenkamp = Weizenkamp, ab 1689 Vor dem Krankenhaus, seit 1785 Schweinemarkt), Brautstraße nach dem als Braut bezeichneten Herrlichkeitzwinger von 1522 der Bremer Stadtbefestigung (den Stephanitorzwinger hieß Bräutigam), Süderstraße nach der Himmelsrichtung bezogen auf die Brautstraße, Heinrich-Bierbaum-Straße nach Heinrich Bierbaum (1872–1957), Direktor der Schule am Leibnizplatz, Lucie-Flechtmann-Platz seit 2003 nach der legendären Fisch-Luzie (1850–1921), Kleine Johannisstraße seit um 1626 nach dem Vornamen, Langemarckstraße 1937 nach dem Ort Langemark in der belgischen Provinz Westflandern, wo 1914 die Erste Flandernschlacht stattfand, Hohentorstraße nach dem Hohentor von um 1620 und Große Sortillienstraße nach der volksmundlichen Bezeichnung Sortie Poorten für eine dortige 1764 zugemauerte Pforte in der Stadtbefestigung (französisch: sortie = Ausgang); ansonsten siehe beim Link zu den Straßen.

## Geschichte

### Name
Die Straße ist nach der Himmelsrichtung benannt. Sie liegt westlich von der Brautstraße und auf der westlichen Weserseite und war im Mittelalter der Zugang zur Altstadt.

### Entwicklung
Die Alte Neustadt wurde als planmäßige Stadterweiterung im 17. Jahrhundert auf der linken Weserseite angelegt und mit Befestigungsanlagen umgeben.
Bereits 1522 entstand der Herrlichkeitzwinger (Braut), der größte Turm der Pulver- bzw. Zwingertürme auf der Herrlichkeit, einer Halbinsel zwischen der großen und der kleinen Weser; 1739 explodiert dieser Pulverturm. Die Befestigungsanlage von 1623 wurde ab 1802 abgetragen.
Das Gebiet der Alten Neustadt war zunächst nur sehr dünn besiedelt. Bis 1682 erfolgte der Bau der barocken St.-Pauli-Kirche gegenüber dem Neuen Markt und darum die Alte Neustadt. 1737 kam das Denkmal Kleiner Roland, der Rolandbrunnen. Die Hauptwache stand zentral an der Nordseite der Westerstraße; sie wurde 1817 abgebrochen. Das kaiserliche Postamt soll um 1745 von der Westerstraße in den Eschenhof an der Domsheide verlegt worden sein. Der Grüne Kamp, später Grünenkamp, war seit dem 18. Jahrhundert eine große Freifläche zwischen Wester Straße, Grüne Straße und der Alten Allee (heute Langemarckstraße).
Die Freischule an der Westerstraße mit bis zu 1000 Schülern, bestand von 1854 bis 1931 (heute Schule Delmestraße). Sie musste wegen Baufälligkeit geschlossen werden. Die Bulthauptschule befand sich Mitte des 19. Jh. in der Großen Johannisstraße 182, Weserstraße 77 und Westerstraße. Friedrich Ebert, der spätere Reichspräsident, eröffnete 1894 in der Brautstraße eine Kneipe.
Die Luftangriffe 1944/45 vernichteten Teile der Alten Neustadt; die Westerstraße war sehr stark betroffen. Heute (2007) wohnen 6145 Menschen in diesem Ortsteil.

### Verkehr
Seit um 1920 wurde die Westerstraße von der Straßenbahn (Hartwigstr. – Hauptbahnhof – Markt – Woltmershausen) befahren. Von 1946 bis 1965 fuhr die Linie 7 der Straßenbahn von Rablinghausen über Wester- und Osterstraße zur Friedrich-Ebert-Straße und zum Arsterdamm. Die Strecke Westerstraße bis Rablinghausen wurde 1965 in identischer Streckenführung durch die Buslinie 24 übernommen.
Die Straßenbahn Bremen durchfährt heute (2019) die Straße von der Langemarckstraße durch die Linie 8 (Huchting – Kulenkampffallee). Die Linie 1 (Huchting – Mahndorf) kreuzt die Straße an der Langemarckstraße und die Linien 4 (Lilienthal – Arsten) und 6 (Flughafen – Universität) tangieren die Straße an der nahen Friedrich-Ebert-Straße.
Im Nahverkehr in Bremen durchfährt die Buslinie 24 (Rablinghausen ↔ Neue Vahr-Nord) die Straße. Es tangieren die Buslinien 26 (Huckelriede – Walle), 27 (Huckelriede – Findorff/Weidedamm) und 63 (Hauptbahnhof ↔ Güterverkehrszentrum (GVZ)) die Straße an der Langemarckstraße.

## Gebäude und Anlagen
An der Straße befinden sich u. a. drei- bis viergeschossige Nachkriegsbauten.
Erwähnenswerte Gebäude und Anlagen
Nordwestseite
- Nr. 1 bis 17: 4-gesch. Wohn- und Geschäftshäuser
- Nr. 19 bis 31: 3-gesch. verputzte Wohn- und Geschäftshäuser von um 1980/90 mit Hansa Seniorenzentrum und Einkaufsmarkt sowie Parkplatz an der Straße
- Nr. 33/35: 4-gesch. verputzte Wohn- und Bürohaus als Eckhaus
- Lucie-Flechtmann-Platz: 10.800 Quadratmeter großer, umgrünter zentraler Platz für die Neustadt
- nach Nr. 37 mit Adresse Grünenstraße 104–107: 2- bis 3-gesch. gelb verklinkerter Gewerbebau mit Hallen
- Nr. 81/83: 4-gesch. Wohn- und Geschäftshäuser
- Eckbau zur Langemarckstraße mit grünen Glasbausteinen, Logistikzentrum der Becks-Brauerei nach Plänen von Schulze und Pampus, BDA-Preis 2010; bis in die 2000er Jahre war hier ein Parkplatz und zuvor der Grüne Kamp.
- Nr. 93/93A: 5-gesch. Bürohaus der InBev/Beck's-Brauerei

Südostseite
- Nr. 2 Ecke Am Neuen Markt bis 18: 4-gesch. verklinkertes Wohn- und Geschäftshaus der 1980/90er Jahre
- Nr. 22 Ecke Süderstraße 2: 5-gesch. Gebäude mit dem Internationalen Graduatet Center der Hochschule Bremen
- Nr. 30 bis 36: 3-gesch. Geschäftshäuser, Stammsitz der 1890 gegründeten Schokoladenfirma Hachez
- Nr. 38 bis 52: 4-gesch. verputzte Wohn- und Geschäftshäuser
- Nr. 58 bis 80: 3- bis 5-gesch. Wohn- und Geschäftshäuser
  - Nr. 72/74: 5-gesch. modernes und zu differenzierter neues Wohnhaus[1]
- Nr. 100, Ecke Langemarckstraße: 8-gesch. verputztes  Wohn- und Geschäftshäuser
- Nr. 108 bis 130: 3- bis 4-gesch. Wohn- und Geschäftshäuser

### Kunstobjekte, Gedenktafeln
- Rolandbrunnen und Kleiner Roland von 1737 aus Obernkirchener Sandstein von Theophilus Wilhelm Frese; gestiftet von der Neustädter Bürgerkompanie, 1899 ans Nordende des Neuen Markts und 1965 an das Südende versetzt
- Stolpersteine für die Opfer des Nationalsozialismus gemäß der Liste der Stolpersteine in Bremen:
  - Nr. 28 für Erich de Vries (1907–1942), Helene de Vries (1906–1942), Marga de Vries (1934–1942), Grete Harf (1881–1942), Siegmund Harf (1876–1942), Joseph Nathan (1884–1942), Paula Scherbel (1879–1942), alle  ermordet in Minsk; Sophie Kramer (1891–?), Marie Kramer (1924–1?), Frieda Kramer (1922–?) alle 1938 nach Polen ausgewiesen und für tot erklärt.